# Kangina

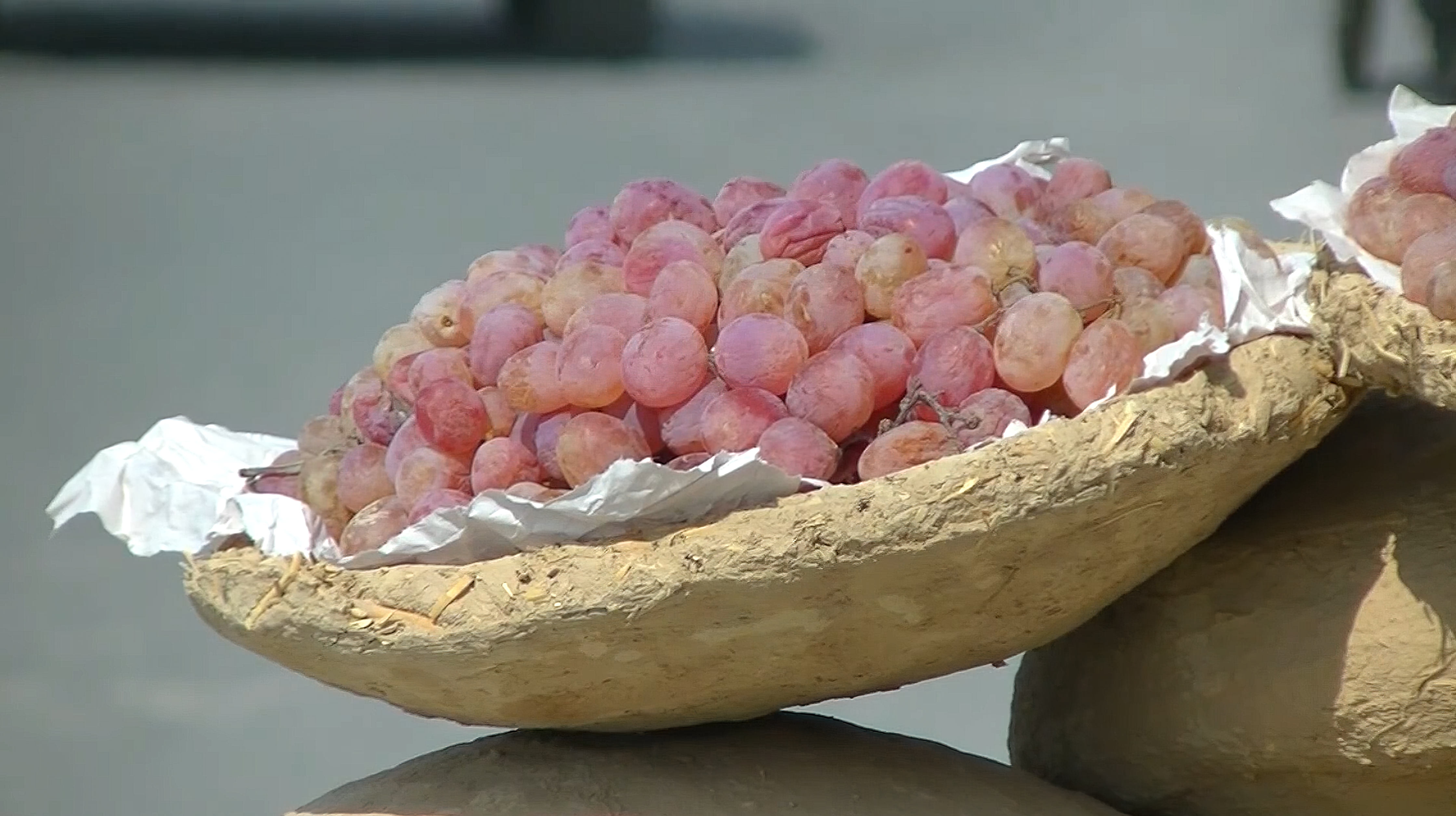
Una kangina forrada de papel, abierta para acceder a las uvas almacenadas en su interior.

Kangina (en darí: کنگینه‎, lit. 'tesoro') es la técnica tradicional afgana de conservar fruta fresca, particularmente uvas, en discos herméticos (también llamados kangina) formados a partir de barro y paja. Esta técnica centenaria es autóctona del centro rural y el norte de Afganistán, donde las comunidades remotas que no pueden importar fruta fresca comen uvas frescas conservadas en kangina durante todo el invierno y los comerciantes utilizan kangina para almacenar y transportar de forma segura las uvas para su venta en el mercado. Uvas conservadas con kangina en el Afganistán moderno son típicamente de las variedades de piel fura Taifi o Kishmishi, que se cosechan más tarde en la temporada y permanecen frescas en los recipientes de barro hasta por seis meses.
El método, una forma de almacenamiento pasivo en atmósfera controlada, funciona sellando la fruta en el lodo rico en arcilla, restringiendo el flujo de aire, la humedad y los microbios, como lo haría una bolsa de plástico. Los discos se forman a partir de dos piezas en forma de cuenco, que se esculpen en barro y paja y se cuecen al sol antes de llenarlos con hasta 1-2 kilogramos (2,2-4,4 lb) de fruta sin magulladuras y sellada con más barro. Se mantienen secos y frescos, alejados de la luz solar directa. La permeación gradual del gas a través de la barrera de arcilla permite que el oxígeno ingrese al recipiente, manteniendo vivas las uvas, mientras que la elevada concentración de dióxido de carbono dentro del paquete inhibe el metabolismo de las uvas y previene el crecimiento de hongos. Se evita que las uvas se sequen y el barro absorbe líquido que, de otro modo, provocaría el crecimiento de bacterias y hongos.
La práctica de almacenar uvas en barro y paja se ha registrado ya en el siglo XII: en su Libro de Agricultura, el agrónomo sevillano Ibn al-Awwam señaló que colocar capas de uvas con paja en recipientes de vidrio sellados con barro o «cuencos de bosta de vaca» como una técnica de conservación existente en Andalucía.
Las kangina son recipientes económicos, ecológicos y eficaces para la conservación de fruta fresca. Un estudio de 2023 encontró que la kangina y los recipientes de poliestireno son los recipientes más eficaces para conservar las uvas. Sin embargo, los contenedores son pesados, difíciles de manejar y propensos a absorber humedad.